# Dune (álbum de L'Arc~en~Ciel)
Dune es el primer álbum de estudio del grupo rock japonés L'Arc~en~Ciel y con él alcanzaron el puesto #1 en el ranking de artistas indies de Oricon. La primera edición de este CD cuenta con 9 pistas y fue limitada a 10 000 copias que se vendieron completamente, dando lugar a su edición regular lanzada poco después y que incluye el bonus track Ushinawareta Nagame. 
En 2004 y con motivo del décimo aniversario de la banda sale a la venta una reedición especial. Esta contiene las 10 canciones regulares y 3 más: Floods of tears (versión del sencillo), Yasouka (cara b del sencillo) y Yokan (track inédito).
Todas las versiones del álbum se editaron bajo la discográfica DANGER CRUE, la cual abandonaron tras este primer CD debido a su despedida del entorno indie.
Este álbum no cuenta con ningún sencillo (Floods of tears se limitó a 1000 copias y no se registra como oficial), aunque se editaron varios vídeos promocionales con canciones del álbum, en concreto: Dune, As if in a dream y Floods of tears. Los tres se incluyen en su primer vhs TOUCH OF DUNE, lanzado el 10 de octubre de 1993. 

## Lista de canciones
| #   | Título                           | Compuesta por:                                                                         |
| --- | -------------------------------- | -------------------------------------------------------------------------------------- |
| 1.  | Shutting from the sky            | hyde (letra) L'Arc~en~Ciel (música) L'Arc~en~Ciel (arreglos)                           |
| 2.  | Voice                            | hyde (letra) ken (música) L'Arc~en~Ciel (arreglos)                                     |
| 3.  | Taste of love                    | hyde (letra) ken (música) L'Arc~en~Ciel (arreglos)                                     |
| 4.  | Entichers                        | hyde (letra y música) L'Arc~en~Ciel (arreglos)                                         |
| 5.  | Floods of tears                  | hyde (letra) tetsu (música) L'Arc~en~Ciel (arreglos)                                   |
| 6.  | Dune                             | hyde (letra) tetsu (música) L'Arc~en~Ciel (arreglos)                                   |
| 7.  | Be destined                      | hyde (letra) ken (música) L'Arc~en~Ciel (arreglos)                                     |
| 8.  | Tsuioku no Joukei                | hyde (letra) L'Arc~en~Ciel (música) L'Arc~en~Ciel (arreglos)                           |
| 9.  | As if in a dream                 | hyde (letra) ken (música) L'Arc~en~Ciel (arreglos)                                     |
| 10. | Ushinawareta Nagame              | hyde (letra) ken (música) L'Arc~en~Ciel (arreglos) Incluida sólo en la versión regular |
| 11. | Floods of tears (single version) | hyde (letra) tetsu (música) L'Arc~en~Ciel (arreglos) Incluida sólo en la reedición     |
| 12. | Yasouka                          | hyde (letra) ken (música) L'Arc~en~Ciel (arreglos) Incluida sólo en la reedición       |
| 13. | Yokan                            | hyde (letra) ken (música) L'Arc~en~Ciel (arreglos) Incluida sólo en la reedición       |

## Vídeos promocionales
- L'Arc~en~Ciel - Dune
- L'Arc~en~Ciel - As if in a dream
- L'Arc~en~Ciel - Flood of tears

- Datos: Q2702471